# Броце
42°49′ пн. ш. 17°43′ сх. д. / 42.82° пн. ш. 17.71° сх. д.
Броце (хорв. Broce) — населений пункт у Хорватії, у Дубровницько-Неретванській жупанії у складі громади Стон.

## Населення
Населення за даними перепису 2011 року становило 87 осіб.
Динаміка чисельності населення поселення: